# Guitare romantique
La guitare romantique est l’instrument à six cordes simples de la première moitié du XIXe siècle, intermédiaire entre la guitare du XVIIIe siècle à cordes doubles, généralement 5 chœurs (cordes doubles) parfois une chanterelle simple, qui succède elle-même à la guitare baroque du XVIIe siècle et la guitare classique actuelle mise au point par  Antonio de Torres vers 1860.

## Histoire
La première guitare à cordes simples connue date de 1774 du luthier napolitain Ferdinando Gagliano à manche à 11 frettes. Cet instrument du musée Meyer de Cologne a disparu. Il ne comportait cependant que 5 cordes.
La première guitare à 6 cordes simples connue est un instrument du luthier français François Lupot datant de 1778 mais son authenticité a été mise en doute. La majorité des instruments utilisés et fabriqués  à Paris dans les années 1780 et 1790 étaient cependant des guitares à 5 doubles cordes, les guitares à 6 cordes simples ne se généralisant que vers 1810.
Une autre du luthier Gaetano Vinaccia (1759 – after 1831) date  de 1779,,

## L'instrument
La guitare romantique à caisse de résonance de largeur et d'épaisseur inférieure à celle de la guitare classique contemporaine (920 mm en longueur, de 285 mm en largeur et de 85 mm en épaisseur pour la guitare romantique exposée au musée de la philharmonie de Paris, contre 102 mm d'épaisseur et 380 mm de largeur d'une guitare actuelle) était moins sonore.
Les frettes en os ou en métal fixées sur le manche remplacent de 1750 à 1780 les frettes mobiles de la guitare baroque.

## Notation
Au cours des dernières décennies du XVIIIe siècle les partitions sur portée (portée unique en clé de sol écrite une octave au-dessus des sons réels) remplacent celles notées en tablature utilisées pour la guitare baroque. Cette modification apparait à Paris dans une publication de 1761 de Giacomo Merchi « Quatro duetti a due chitarre e sei minuettoi a solo con variatoni...op. 3 », puis dans celle de Michel Corrette « Les dons d'Appolon, méthode pour apprendre facilement à jouer de la guitare » de 1762 utilisant la tablature et la notation sur portée indiquant que cette deuxième devenait la plus courante mais que la connaissance de la tablature restait utile pour jouer les œuvres des compositeurs du XVIIe siècle et du début du XVIIIe siècle (de Visée, Derosier etc.).

## Technique
Étant de même accordage que la guitare classique moderne, la technique de base développée par les compositeurs et auteurs de méthodes des années 1810 à 1830, celle de Ferdinando Carulli de 1810 étant encore en usage, est fondamentalement la même.
Cependant, la plupart des ouvrages de cette époque différent sur certains points. Par exemple, la majorité des méthodes recommandent l’appui de l’auriculaire sur la table  alors que le guitariste espagnol  Nicario Juaralde y est opposé, laissant libre la main droite. Les guitaristes étaient divisés entre les partisans du jeu de la main droite avec  ou sans ongles. Ainsi, Fernando Sor jouait sans ongles contrairement à son compatriote Dionisio Aguado,

## Compositeurs
La guitare a connu une vogue dans les capitales européennes de 1810 aux années 1830. Les compositeurs de cette époque sont contemporains du premier romantisme mais leur écriture inspirée de Haydn et de Mozart est celle de la tradition classique. Les thèmes des opéras de Rossini sont également une source d'inspiration.
Les critiques musicaux constataient la qualité de l'écriture, en déplorant cependant la faiblesse du son, ainsi le compte-rendu de la Gazette musicale de janvier 1826. « Le 26 janvier, nous remarqué un solo de guitare joué par M. Sor. Ce dernier, morceau presque toujours écrit à quatre parties, offre une harmonie pure, élégante et nous a paru être d'une exécution difficile. Mais nous avons regretté que le son de l'instrument ne fût pas plus nourri. M. Sor nous semble avoir trop négligé cette partie essentielle d'un instrument trop peu sonore par lui-même. ».
- Antoine de Lhoyer (1768–1852)
- Francesco Molino (1768–1847)
- Ferdinando Carulli (1770–1841)
- François de Fossa (1775–1849)
- Joseph Küffner (1776–1856)
- Fernando Sor (1778–1839)
- Anton Diabelli (1781–1858)
- Mauro Giuliani (1781–1829)
- Niccolò Paganini (1782–1840)
- Dionisio Aguado (1784–1849)
- Carl Blum (1786–1844)
- Charles Michael Alexis Sola (1786–1857)
- Matteo Carcassi (1792–1853)
- Josiah Andrew Hudleston (1799–1865)
- Hector Berlioz (1803-1869)
- Johann Kaspar Mertz (1806–1856)
- Napoléon Coste (1805–1883)
- Adam Darr (1811–1866)
- Eduard Bayer (1822–1908)
- Giulio Regondi (1822–1872)
- Jacques Bosch (1825–1895)
- Julián Arcas (1832–1882)
- Francisco Tárrega (1852–1909)

## Luthiers
- Johann Georg Stauffer
- René François Lacôte
- Jean Nicolas Grobert
- Christian Frederick Martin
- Antonio de Torres Jurado
- Louis Panormo
- Joseph Pons
- Etienne Laprevotte
- Gennaro Fabricatore